# Adem Mekić
Adem Mekić (in macedone Адем Мекиќ?; Skopje, 28 dicembre 1995) è un cestista macedone.

## Palmarès
- Campionato macedone: 4

MZT Skopje: 2014-15, 2015-16, 2016-17, 2020-21
- Coppa di Macedonia: 2

MZT Skopje: 2016, 2021
- Campionato croato: 1

Zara: 2022-23
- Coppa di Croazia: 1

Zara: 2024